# Nemocnice Bubeneč

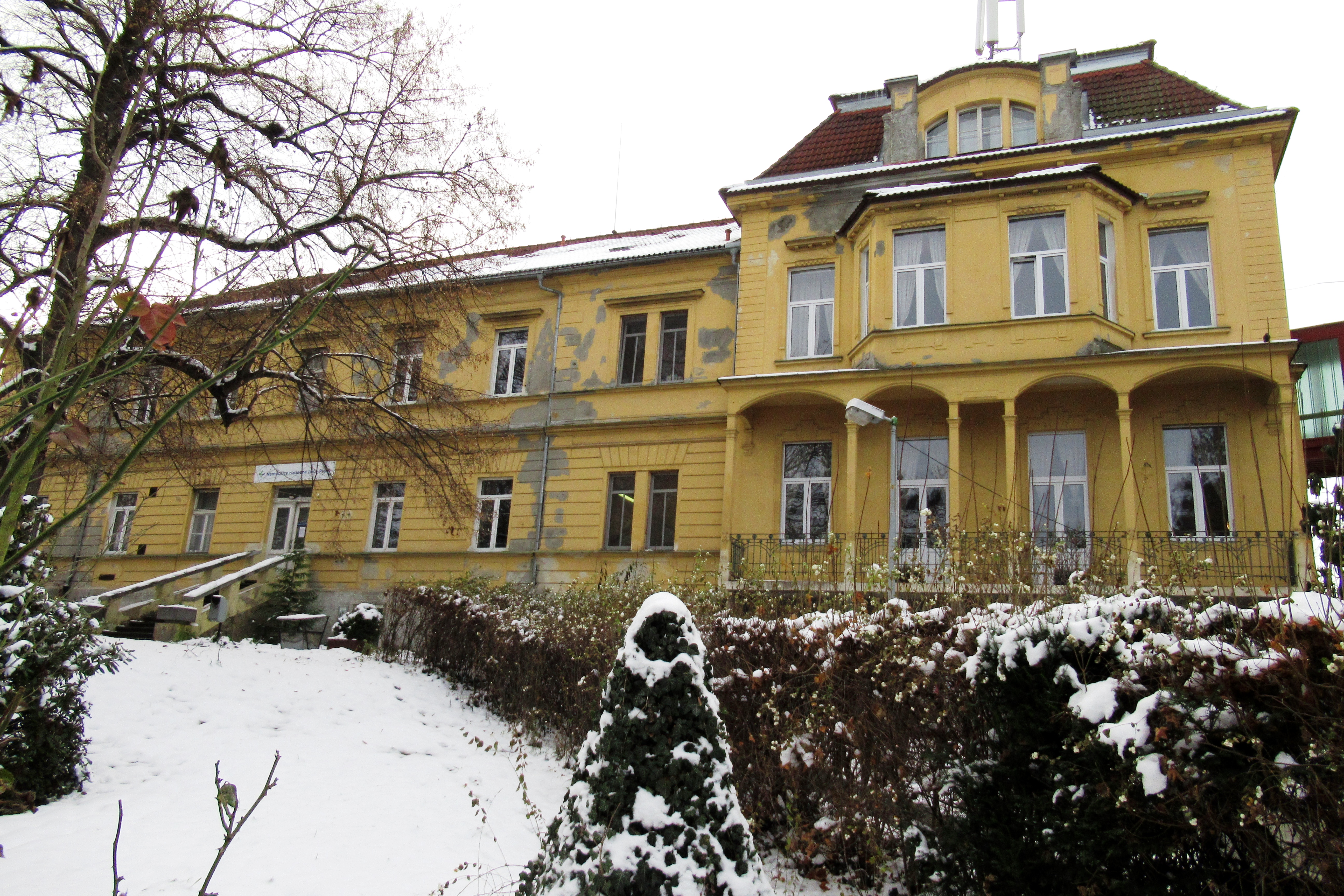
Nemocnice Bubeneč - ústřední budova

Nemocnice Bubeneč, dříve známá jako sanatorium Dr. Leopolda Kramera, je zdravotnický komplex v pražské části Bubeneč, který v současnosti slouží jako Léčebna dlouhodobě nemocných (LDN). Leopold Kramer se narodil 14. května 1865. V srpnu 1942 byl zatčen a odvezen z Prahy do Terezína. V říjnu 1944 byl transportován do Osvětimi, kde byl zavražděn.
Nemocnice Bubeneč stojí jinde než zaniklá Porodnice v Rooseveltově ulici (Zemský ústav pro rodičky či porodnické sanatorium dr. Urbana) z roku 1899, která stála nedaleko mezi ulicemi Rooseveltova, Českomalínská a Chittussiho poblíž Bučkových sadů.

## Historie

### Založení sanatoria (1895)
Sanatorium pro choroby nervové založil v roce 1895 Dr. Leopold Kramer. Zařízení bylo nazýváno také podle jmen budov „Tusculum“ nebo „Sanitas“ a patřilo ke špičkovým ústavům pro choromyslné („nervosní“). Renomé sanatoria bylo podpořeno nejen odbornými schopnostmi dr. Kramera a jeho kolegů, ale také rozlehlými parky a sady, které obklopovaly areál. 
V těsné blízkosti, na Chittussiho ulici, stojí vila samotného zakladatele Leopolda Kramera, který si ji nechal vybudovat v roce 1934 podle návrhu architektů Ernsta Mühlsteina a Victora Fürtha. Vila byla postavena na místě půdního zahradního domu profesora Bučka, který byl součástí rozlehlých Bučkových sadů. Za druhé světové války vilu užíval sudetoněmecký politik a hlavní vůdce Hitlerjugend v Protektorátu Siegfried Zoglmann.

### Druhá světová válka
Sanatorium fungovalo až do druhé světové války, kdy byly jeho budovy zabaveny pro potřeby německé armády. Po skončení války se areál stal součástí nemocnice Na Bulovce a byl využíván k léčbě infekčních nemocí, jako byly žloutenka a spála. Kvůli špatnému technickému stavu byl areál na počátku 50. let uzavřen na dva roky.

### Nové využití (1958)
V roce 1956 připadla budova OÚnz Praha 6, která nechala upravit interiéry. V roce 1958 zde bylo otevřeno interní lůžkové oddělení pro část obyvatel Prahy 6. Interní nemocnici, doplněnou interní ambulancí a ordinací praktického lékaře, vystřídala koncem devadesátých let léčebna dlouhodobě nemocných. Budovy ovšem potřebovaly rozsáhlou rekonstrukci, a tak byla nemocnice v únoru 1978 uzavřena. Po kompletní rekonstrukci byla znovuotevřena v květnu 1979.

### Rozšíření areálu (1980)
Hlavní budova půdního sanatoria zvaná "Tusculum" a dvě menší budovy (villy) "Sanitas" a "Anna" byly v 80. letech 20. století doplněny nevzhledným čtyřpodlažním panelovým domem čp. 1108. Na historických fotografiích jsou vidět ještě dva menší objekty přiléhající k Maďarské ulici. Výše položený byl zbořen v souvislosti s výstavbou nového "paneláku". Druhý, který se nacházel blíže ke křižovatce ulic Maďarská a Chittussiho, byl pravděpodobně zbořen už dříve (v šedesátých letech?). K areálu patří také rozlehlý park, kterým protéká bezejmenný přítřok Dejvického potoka.

### Současnost (2018)
V roce 2018 zakoupila skupina Penta Hospitals CZ stoprocentní podíl ve společnosti Interna Co., která provozovala soukromou nemocnici následné a rehabilitační péče v Chittussiho ulici.